# Escuela de Ingeniería y Arquitectura (Universidad de Zaragoza)

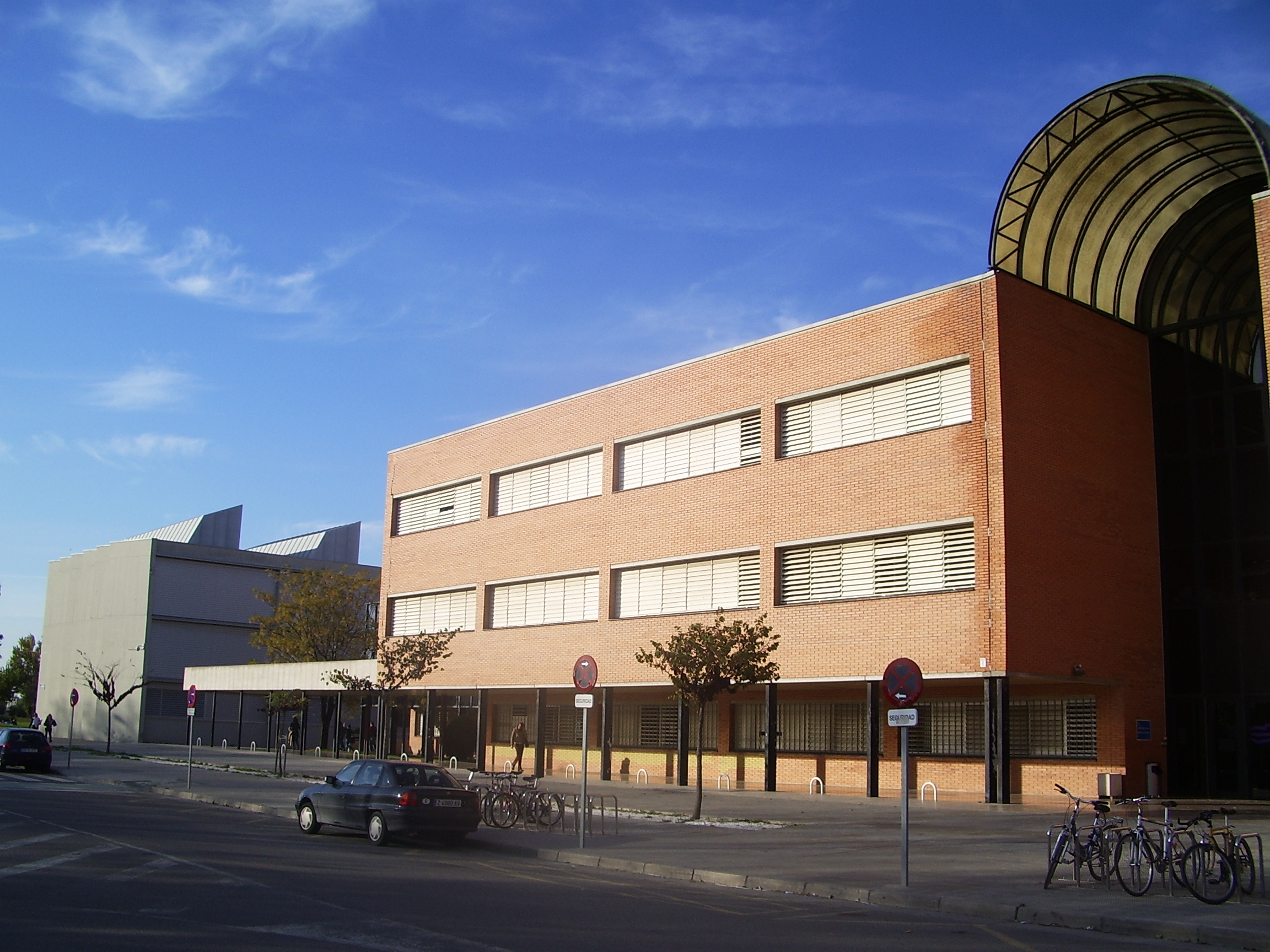
Fachada del edificio Torres Quevedo, antes de su reforma.

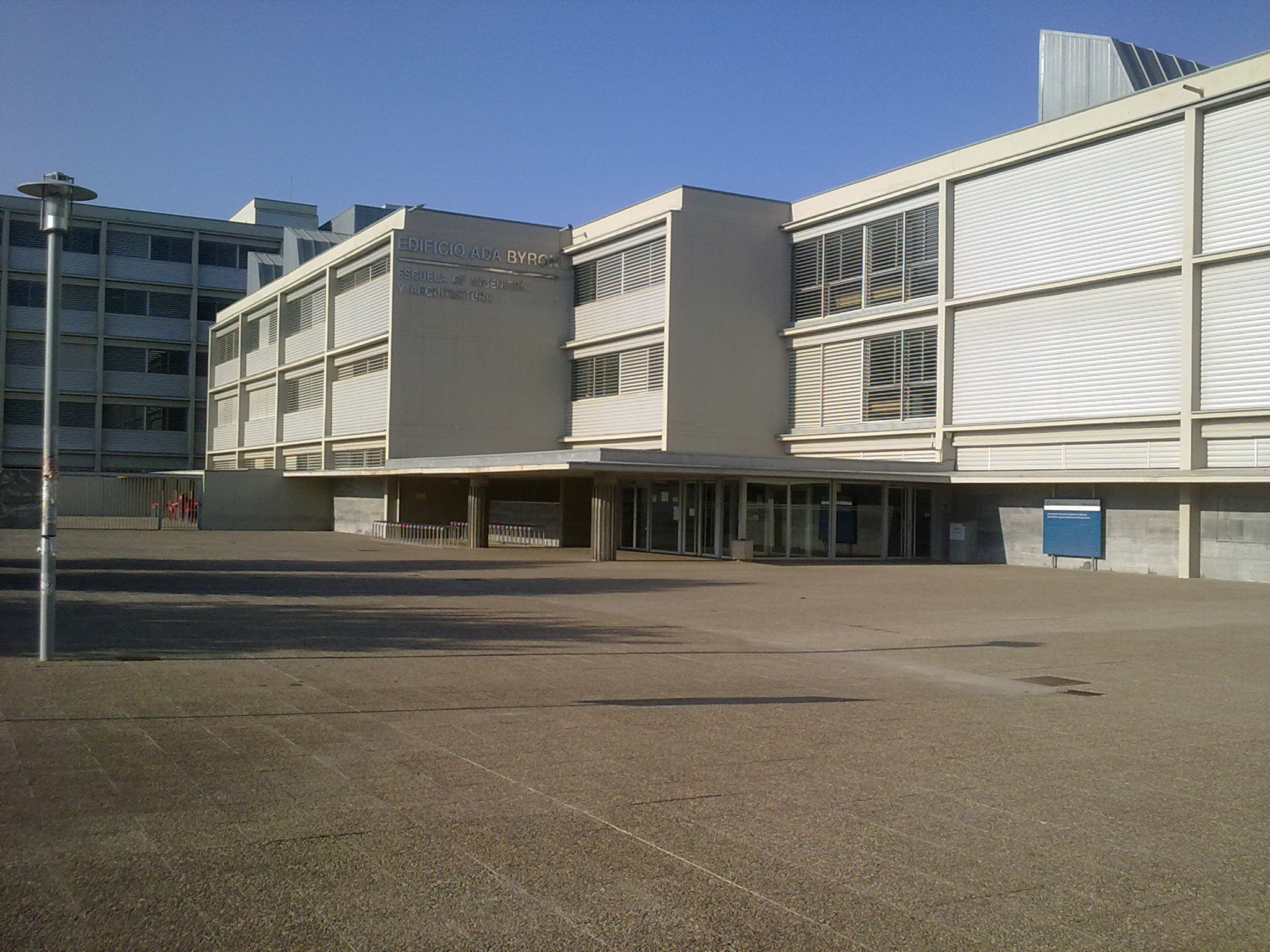
Entrada al Edificio Ada Byron

La Escuela de Ingeniería y Arquitectura de la Universidad de Zaragoza (EINA, por sus siglas) es el centro docente resultante de la fusión, en 2011, del Centro Politécnico Superior (CPS) y la Escuela Universitaria de Ingeniería Técnica Industrial (EUITI). Está situada en el campus Río Ebro, Zaragoza, Aragón (España). Ocupa tres edificios: Ada Byron, Torres Quevedo y Betancourt. El centro está situado en el distrito de la Margen Izquierda, al lado del barrio rural de Juslibol.  

## Historia
La Escuela Técnica Superior de Ingenieros Industriales de Zaragoza (ETSIIZ) se estableció el 9 de agosto de 1974. En 1986 la ETSIIZ se trasladó al barrio del ACTUR. Tres años después, su nombre cambió a Centro Politécnico Superior. Se iniciaron los estudios de telecomunicaciones en el curso 1990-91, en informática en el 1992-93, los químicos en el curso 1994-95, y finalmente arquitectura en el curso 2008-2009, ya adaptada al Espacio Europeo de Educación Superior. El día 14 de abril de 2011 se publicó en el Boletín Oficial de Aragón  la Orden por la que se autoriza la creación de la Escuela de Ingeniería y Arquitectura, así como la supresión del Centro Politécnico Superior y la Escuela Universitaria de Ingeniería Técnica Industrial.

## Biblioteca Hypatia de Alejandría
Dentro del edificio Betancourt, se encuentra la Biblioteca Hypatia de Alejandría, que da servicio a todo el campus. Constituye un punto de referencia en el campo de la investigación aplicada en Aragón. Es la mayor concentración tecnológica de Aragón, en la que trabajan más de 1300 investigadores y tecnólogos, de los que el 85 por ciento pertenecen a la Universidad de Zaragoza.

## Titulaciones
En la Escuela de Ingeniería y Arquitectura de la Universidad de Zaragoza se imparten las siguientes titulaciones:

### Estudios de grado
- Grado en Estudios en Arquitectura
- Grado en Ingeniería Biomédica
- Grado en Ingeniería de Tecnologías Industriales
- Grado en Ingeniería de Tecnologías de Telecomunicación
- Grado en Ingeniería Eléctrica
- Grado en Ingeniería Electrónica y Automática
- Grado en Ingeniería en Diseño Industrial y Desarrollo de Producto
- Grado en Ingeniería Informática
- Grado en Ingeniería Mecánica
- Grado en Ingeniería Química

### Estudios de máster
- Máster Universitario en Arquitectura
- Máster Universitario en Energías Renovables y Eficiencia Energética
- Máster Universitario en Ingeniería Biomédica
- Máster Universitario en Ingeniería de Diseño de Producto
- Máster Universitario en Ingeniería de Telecomunicación
- Máster Universitario en Ingeniería Electrónica
- Máster Universitario en Ingeniería Industrial
- Máster Universitario en Ingeniería Informática
- Máster Universitario en Ingeniería Mecánica
- Máster Universitario en Ingeniería Química
- Master Universitario en Robótica, Gráficos y Visión por Computador